# Noah Davis (Politiker)

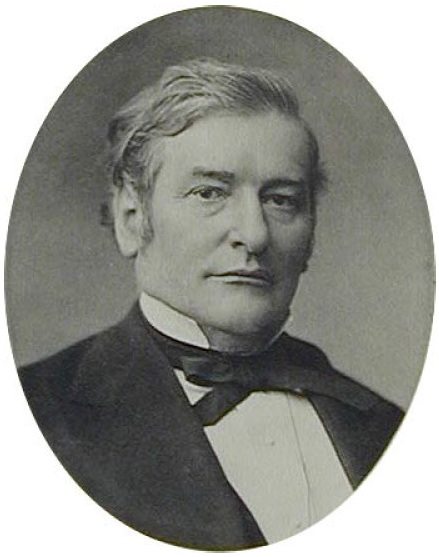
Noah Davis

Noah Davis (* 10. September 1818 in Haverhill, New Hampshire; † 20. März 1902 in New York City) war ein US-amerikanischer Politiker. Zwischen 1869 und 1870 vertrat er den Bundesstaat New York im US-Repräsentantenhaus.

## Werdegang
Noah Davis wurde ungefähr drei Jahre nach dem Ende des Britisch-Amerikanischen Krieges im Grafton County geboren. Die Familie zog 1825 nach Albion. Er besuchte Gemeinschaftsschulen und das Lima Seminary in Buffalo. Dann studierte er Jura in Lewiston. Nach dem Erhalt seiner Zulassung als Anwalt begann er in Gainesville und Buffalo zu praktizieren. Im Februar 1844 kehrte er nach Albion zurück, wo er bis Mai 1858 seine Tätigkeit als Anwalt fortsetzte. Er wurde 1857 zum Richter am New York Supreme Court für den 8. Gerichtsbezirk ernannt und später zweimal gewählt – ein Posten, den er bis 1868 innehatte. Danach praktizierte er wieder als Anwalt. Politisch gehörte er der Republikanischen Partei an.
Bei den Kongresswahlen des Jahres 1868 für den 41. Kongress wurde Davis im 28. Kongresswahlbezirk New Yorks in das US-Repräsentantenhaus in Washington, D.C. gewählt, wo er am 4. März 1869 die Nachfolge von Lewis Selye antrat. Er trat allerdings vor dem Ende seiner Amtsperiode am 15. Juli 1870 von seinem Sitz im US-Repräsentantenhaus zurück.
Präsident Ulysses S. Grant ernannte ihn zum United States Attorney for the Southern District of New York – ein Posten, den er vom 20. Juli 1870 bis zu seinem Rücktritt am 31. Dezember 1872 innehatte. Zu jenem Zeitpunkt wurde er zum Richter am New York Supreme Court gewählt. Er bekleidete den Posten bis 1887. Danach ging er in New York City wieder seiner Tätigkeit als Anwalt nach. Ferner saß er im Council der University of the City of New York (heute New York University). Er verstarb am 20. März 1902 in New York City. Sein Leichnam wurde dann auf dem Mount Albion Cemetery in Albion beigesetzt.